# Bucas Grande
Bucas Grande ist eine Insel im Osten der Philippinen, die zur philippinischen Provinz Surigao del Norte gehört und in der Philippinensee liegt. Die Insel hat 22.314 Einwohner (Zensus 1. August 2015), die in 14 Barangays leben. Die gesamte Insel gehört zum Verwaltungsgebiet der Gemeinde Socorro.
Die Fläche von Bucas Grande beträgt 124,45 km². Die nierenförmige Insel ist hügelig mit geringen Steigungen und besteht größtenteils aus Kalksteinen, Basalten im Zentrum und aus jungen Schwemmböden an den Küsten mit Sandstränden und Mangrovenwäldern. Im Inselinneren wächst ein tropischer Regenwald und im nördlichen Teil der Insel „Zwergwald“. Sie gehört zu dem kleineren Inselarchipel der Siargao Islands, der vor der Nordostküste der Hauptinsel Mindanao liegt. Zu diesem Archipel gehören auch die Inseln Siargao, Middle Bucas, East Bucas, Hinatuan, La Janosa, Anahawan und Dako.
Die Insel ist Teil des großen Naturschutzgebietes Siargao Islands Protected Landscape and Seascape (SIPLAS) und besitzt eine reichhaltige Flora und Fauna. Allein an Libellen (Odonata) wurden im Jahr 2011 24 Arten aufgezeichnet. Bucas Grande ist im Besonderen bekannt durch die Sohoton-Bucht, in der sich sieben kleinere Inseln mit zahlreichen Höhlensystemen befinden. Im Inselinneren liegt der Jellyfishlake, die philippinische Version des bekannteren Ongeim'l Tketau auf Palau. In ihm findet sich ebenso wie auf Palau eine ungiftige Quallenart.
Die Temperatur bleibt das ganze Jahr über bei ungefähr 30 Grad; von Dezember bis Februar ist Regenzeit. Die Einwohner sprechen Cebuano, Tagalog und Englisch und sind überwiegend katholisch. Bucas Grande ist über die Fährverbindungen zur größeren Insel Siargao erreichbar.